# Variável (estatística)
Em estatística, uma variável é a característica dos elementos da amostra que nos interessa averiguar estatisticamente
Uma variável estatística é uma característica que admite diferentes valores (um número ou uma modalidade), um por cada unidade estatística.

## Variáveis qualitativas
São aquelas que se baseiam em qualidades e não podem ser mensuradas numericamente. Uma variável é qualitativa quando seus possíveis valores são categorias. 
Podem ser organizadas em diferentes escalas, segundo a possibilidade de mensuração:
- Escala ordinal: quando as variáveis podem ser colocadas em ordem, mas não é possível quantificar a diferença entre os resultados. Exemplo: classe social (A, B, C, D, ou E).
- Escala nominal: quando as variáveis  não podem ser hierarquizadas ou ordenadas, sendo comparadas apenas por igualdade ou diferença. Exemplos: cor dos olhos, local de nascimento ou de residência, género, carreira, religião.
- Escala intervalar: quando é possível quantificar as diferenças entre as medidas, mas não há um ponto zero absoluto. Exemplo: temperatura mínima e máxima.

## Variáveis quantitativas
São aquelas que são numericamente mensuráveis, ou seja, seus possíveis valores são numéricos ou resultantes de contagem.
Variáveis quantitativas podem ser:
- Discretas: quando  o conjunto de resultados possíveis é finito ou enumerável. Exemplo: número de filhos, alunos numa escola etc.
- Contínuas:  quando os valores são expressos como intervalo ou união de números reais. Exemplo: peso, massa, altura, pressão sistólica, idade, nível de açúcar no sangue etc.